# Pompertuzat
Pompertuzat (Pontpertusat en occitan) est une commune française située dans le nord-est du département de la Haute-Garonne en région Occitanie.
Sur le plan historique et culturel, la commune est dans le Lauragais, l'ancien « Pays de Cocagne », lié à la fois à la culture du pastel et à l’abondance des productions, et de « grenier à blé du Languedoc ». Exposée à un climat océanique altéré, elle est drainée par le canal du Midi, l'Hers-Mort et par divers autres petits cours d'eau. La commune possède un patrimoine naturel remarquable composé d'une zone naturelle d'intérêt écologique, faunistique et floristique.
Pompertuzat est une commune urbaine qui compte 2 203 habitants en 2022, après avoir connu une forte hausse de la population depuis 1962. Elle est dans l'agglomération toulousaine et fait partie de l'aire d'attraction de Toulouse. Ses habitants sont appelés les Pompertuziens ou Pompertuziennes.
Le patrimoine architectural de la commune comprend trois immeubles protégés au titre des monuments historiques : le pigeonnier, inscrit en 1932, l'église Saint-André, inscrite en 1973, et le pont de Deyme, inscrit en 1998.

## Géographie

### Localisation
La commune de Pompertuzat se trouve dans le département de la Haute-Garonne, en région Occitanie.
Elle se situe à 14 km à vol d'oiseau de Toulouse, préfecture du département, et à 5 km d'Escalquens, bureau centralisateur du canton d'Escalquens dont dépend la commune depuis 2015 pour les élections départementales.
La commune fait en outre partie du bassin de vie de Toulouse.
Les communes les plus proches sont : Péchabou (1,3 km), Deyme (1,5 km), Corronsac (2,5 km), Rebigue (2,9 km), Castanet-Tolosan (3,1 km), Donneville (3,3 km), Montbrun-Lauragais (3,8 km), Mervilla (4,0 km).
Sur le plan historique et culturel, Pompertuzat fait partie du pays toulousain, une ceinture de plaines fertiles entrecoupées de bosquets d'arbres, aux molles collines semées de fermes en briques roses, inéluctablement grignotée par l'urbanisme des banlieues.
Pompertuzat est limitrophe de sept autres communes.
Les communes limitrophes sont Castanet-Tolosan, Belberaud, Corronsac, Deyme, Escalquens, Péchabou et Rebigue.
| Castanet-Tolosan | Péchabou    | Castanet-Tolosan, Escalquens |
| Rebigue          | Pompertuzat | Belberaud                    |
| Corronsac        |             | Deyme                        |

### Géologie
La superficie de la commune est de 544 hectares ; son altitude varie de 147  à   272 mètres.

### Hydrographie

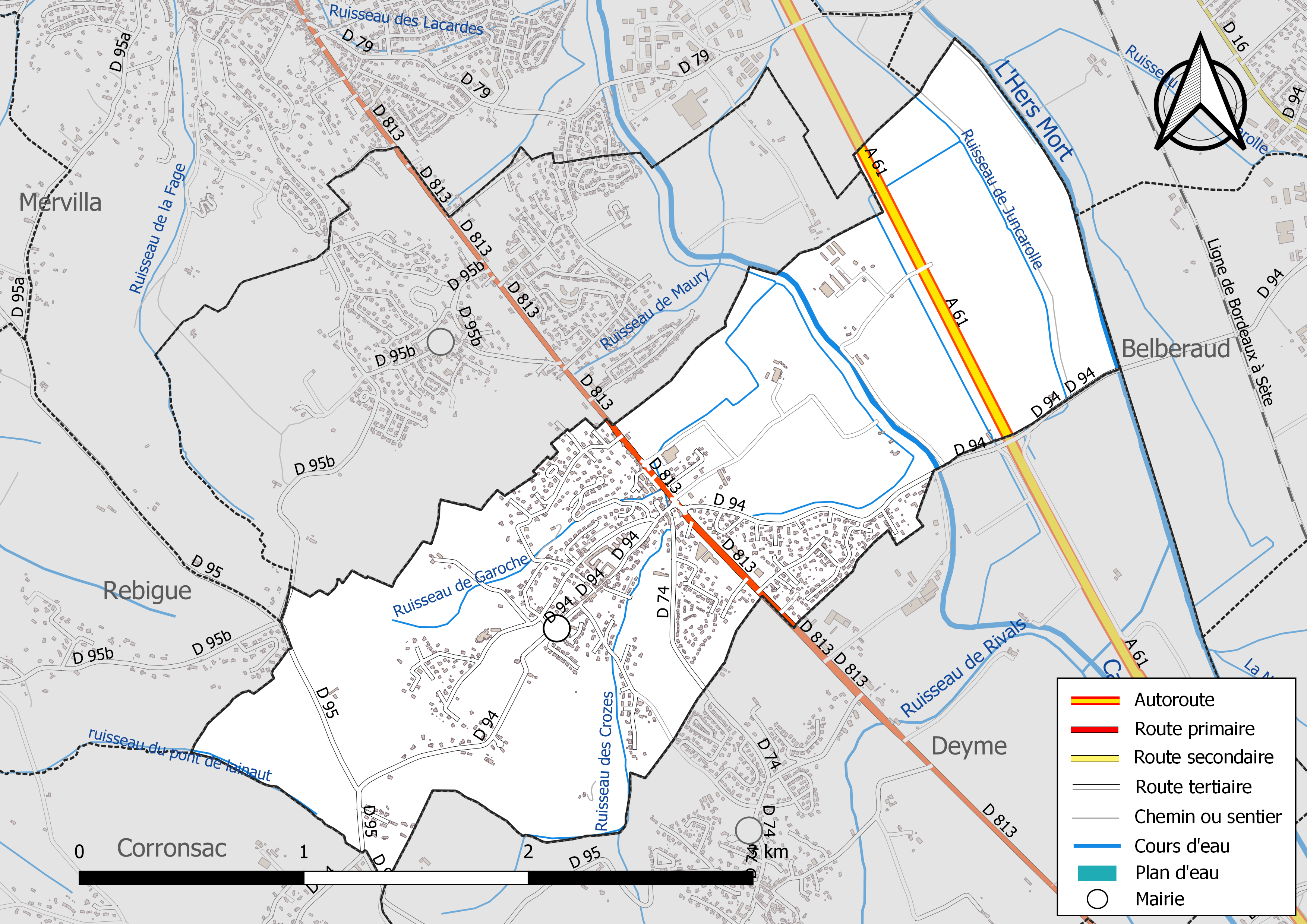
Réseaux hydrographique et routier de Pompertuzat.

La commune est dans le bassin de la Garonne, au sein du bassin hydrographique Adour-Garonne. Elle est drainée par le canal du Midi, l'Hers-Mort, le ruisseau de Garoche, le ruisseau de Juncarolle, le ruisseau de la Baladasse, le ruisseau des Crozes, le ruisseau du pont de lainaut et par divers petits cours d'eau, constituant un réseau hydrographique de 12 km de longueur totale,.
Le canal du Midi, d'une longueur totale de 239,8 km, est un canal de navigation à bief de partage qui relie Toulouse à la mer Méditerranée depuis le xviie siècle.
L'Hers-Mort, d'une longueur totale de 89,3 km, prend sa source dans la commune de Laurac (11) et s'écoule du sud-est vers le nord-ouest. Il traverse la commune et se jette dans la Garonne à Grenade, après avoir traversé 40 communes.

### Climat
Pour des articles plus généraux, voir Climat de l'Occitanie et Climat de la Haute-Garonne.
En 2010, le climat de la commune est de type climat du Bassin du Sud-Ouest, selon une étude s'appuyant sur une série de données couvrant la période 1971-2000. En 2020, Météo-France publie une typologie des climats de la France métropolitaine dans laquelle la commune est exposée à un climat océanique altéré et est dans la région climatique Aquitaine, Gascogne, caractérisée par une pluviométrie abondante au printemps, modérée en automne, un faible ensoleillement au printemps, un été chaud (19,5 °C), des vents faibles, des brouillards fréquents en automne et en hiver et des orages fréquents en été (15 à 20 jours).
Pour la période 1971-2000, la température annuelle moyenne est de 13,4 °C, avec une amplitude thermique annuelle de 15,5 °C. Le cumul annuel moyen de précipitations est de 778 mm, avec 9,9 jours de précipitations en janvier et 6 jours en juillet. Pour la période 1991-2020, la température moyenne annuelle observée sur la station météorologique la plus proche, située sur la commune de Cugnaux à 15 km à vol d'oiseau, est de 14,3 °C et le cumul annuel moyen de précipitations est de 635,7 mm,. Pour l'avenir, les paramètres climatiques de la commune estimés pour 2050 selon différents scénarios d’émission de gaz à effet de serre sont consultables sur un site dédié publié par Météo-France en novembre 2022.

### Milieux naturels et biodiversité

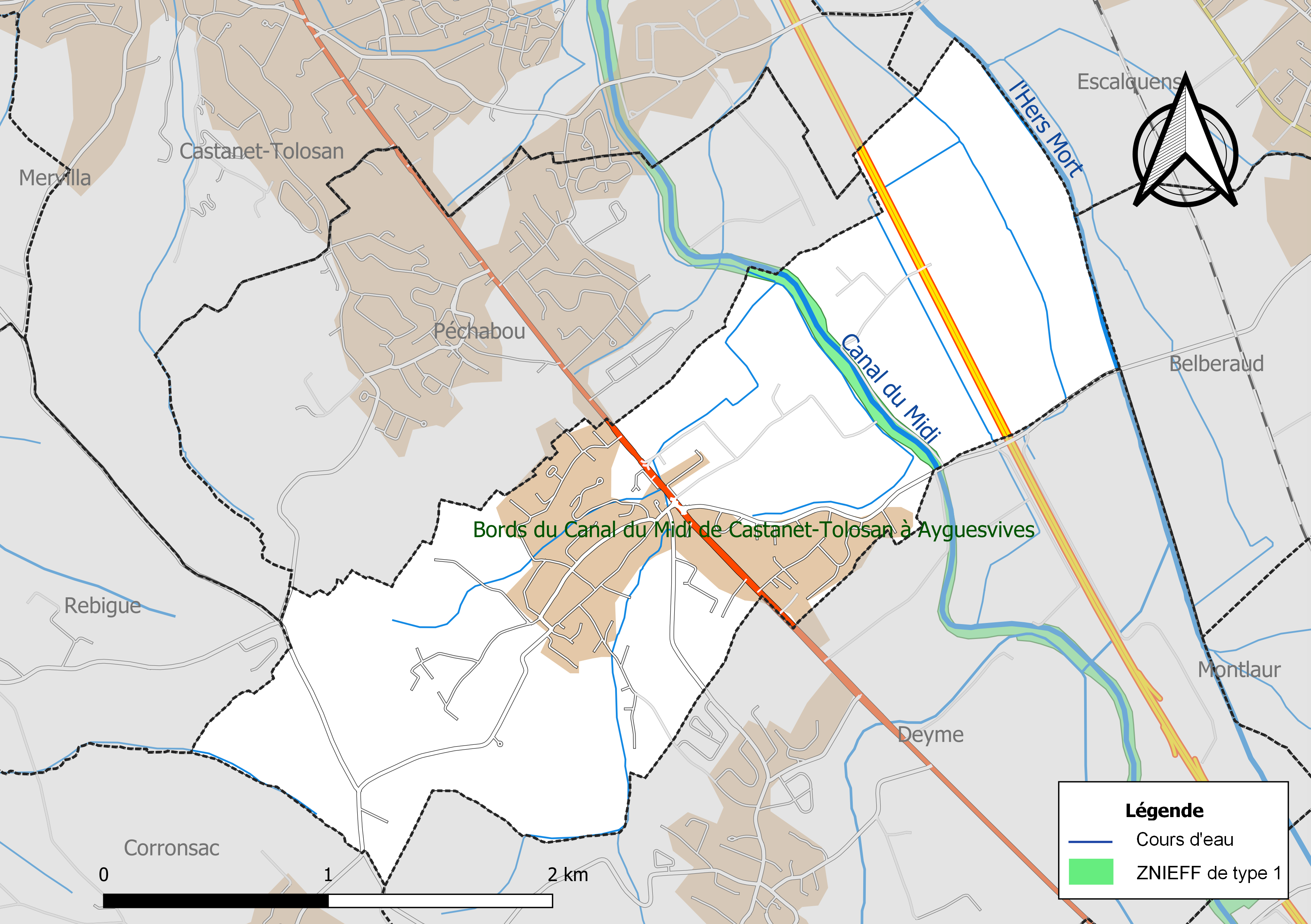
Carte de la ZNIEFF de type 1 localisée sur la commune.

L’inventaire des zones naturelles d'intérêt écologique, faunistique et floristique (ZNIEFF) a pour objectif de réaliser une couverture des zones les plus intéressantes sur le plan écologique, essentiellement dans la perspective d’améliorer la connaissance du patrimoine naturel national et de fournir aux différents décideurs un outil d’aide à la prise en compte de l’environnement dans l’aménagement du territoire.
Une ZNIEFF de type 1 est recensée sur la commune : les « bords du Canal du Midi de Castanet-Tolosan à Ayguesvives » (77 ha), couvrant 7 communes du département.

## Urbanisme

### Typologie
Au 1er janvier 2024, Pompertuzat est catégorisée ceinture urbaine, selon la nouvelle grille communale de densité à sept niveaux définie par l'Insee en 2022.
Elle appartient à l'unité urbaine de Toulouse, une agglomération inter-départementale regroupant 81  communes, dont elle est une commune de la banlieue,,. Par ailleurs la commune fait partie de l'aire d'attraction de Toulouse, dont elle est une commune de la couronne,. Cette aire, qui regroupe 527 communes, est catégorisée dans les aires de 700 000 habitants ou plus (hors Paris),.

### Occupation des sols
L'occupation des sols de la commune, telle qu'elle ressort de la base de données européenne d’occupation biophysique des sols Corine Land Cover (CLC), est marquée par l'importance des territoires agricoles (74 % en 2018), en diminution par rapport à 1990 (77,4 %). La répartition détaillée en 2018 est la suivante : terres arables (71,2 %), zones urbanisées (16,6 %), forêts (9,5 %), zones agricoles hétérogènes (2,8 %). L'évolution de l’occupation des sols de la commune et de ses infrastructures peut être observée sur les différentes représentations cartographiques du territoire : la carte de Cassini (XVIIIe siècle), la carte d'état-major (1820-1866) et les cartes ou photos aériennes de l'IGN pour la période actuelle (1950 à aujourd'hui).

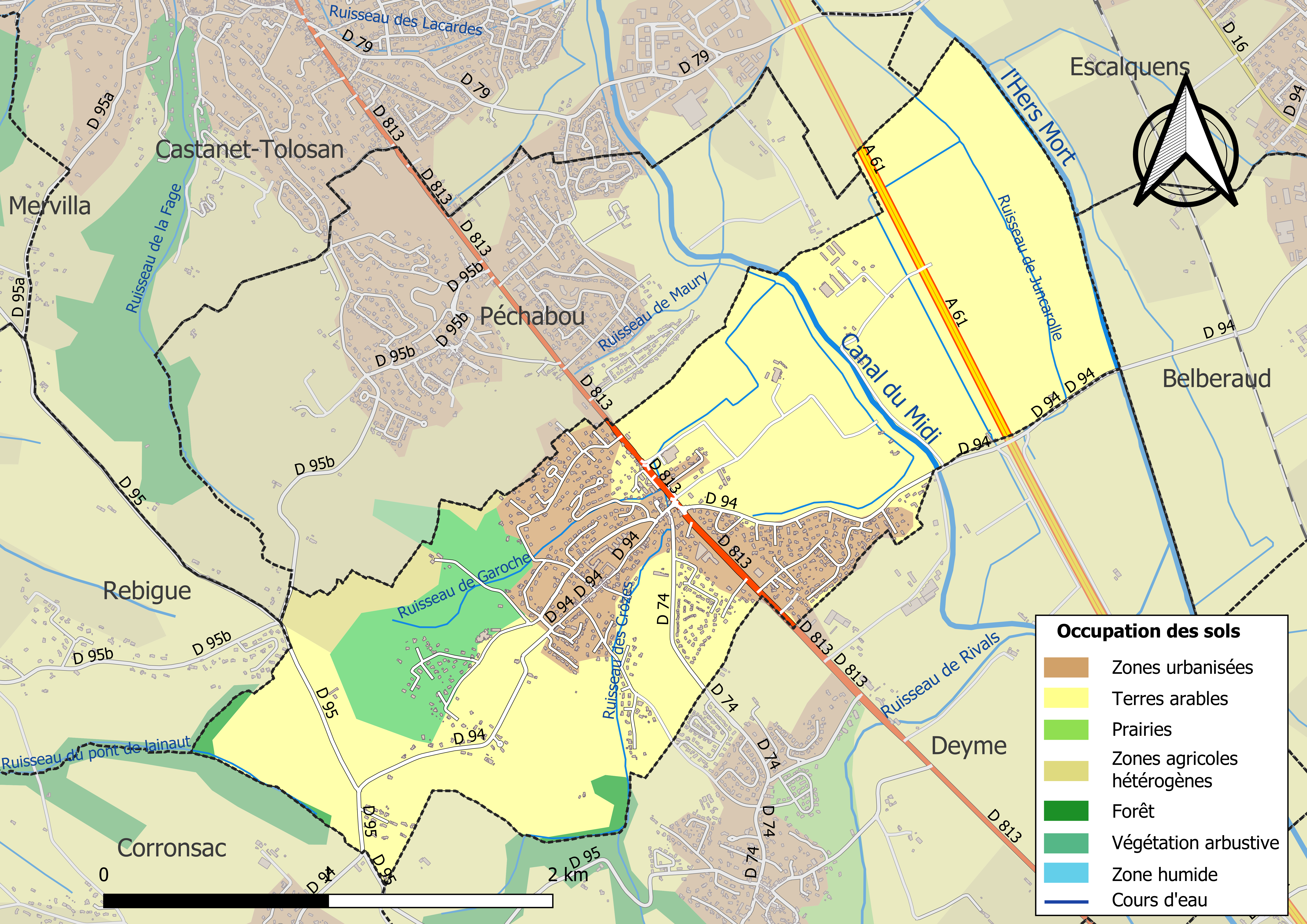
Carte des infrastructures et de l'occupation des sols de la commune en 2018 (CLC).

### Voies de communication et transports

#### Voies de communication
Accès par la route départementale 813 ancienne route nationale 113.

#### Transports
Les lignes 202 et 205 du réseau Tisséo relient la commune à Castanet-Tolosan, en correspondance avec la ligne de bus à haut niveau de service Linéo L6 en direction de la station Ramonville du métro de Toulouse, la ligne 350 du réseau Arc-en-Ciel relie le centre de la commune à la station Université-Paul-Sabatier, la ligne 383 relie le centre de la commune à la station Université-Paul-Sabatier également, et la ligne 413 du réseau liO relie le centre de la commune à la gare routière de Toulouse et à Castelnaudary.

### Risques majeurs
Le territoire de la commune de Pompertuzat est vulnérable à différents aléas naturels : météorologiques (tempête, orage, neige, grand froid, canicule ou sécheresse), inondations et séisme (sismicité très faible). Il est également exposé à un risque technologique, la rupture d'un barrage. Un site publié par le BRGM permet d'évaluer simplement et rapidement les risques d'un bien localisé soit par son adresse soit par le numéro de sa parcelle.

#### Risques naturels
Certaines parties du territoire communal sont susceptibles d’être affectées par le risque d’inondation par débordement de cours d'eau, notamment l'Hers-Mort. La commune a été reconnue en état de catastrophe naturelle au titre des dommages causés par les inondations et coulées de boue survenues en 1982, 1983, 1993, 1999, 2000 et 2009,.

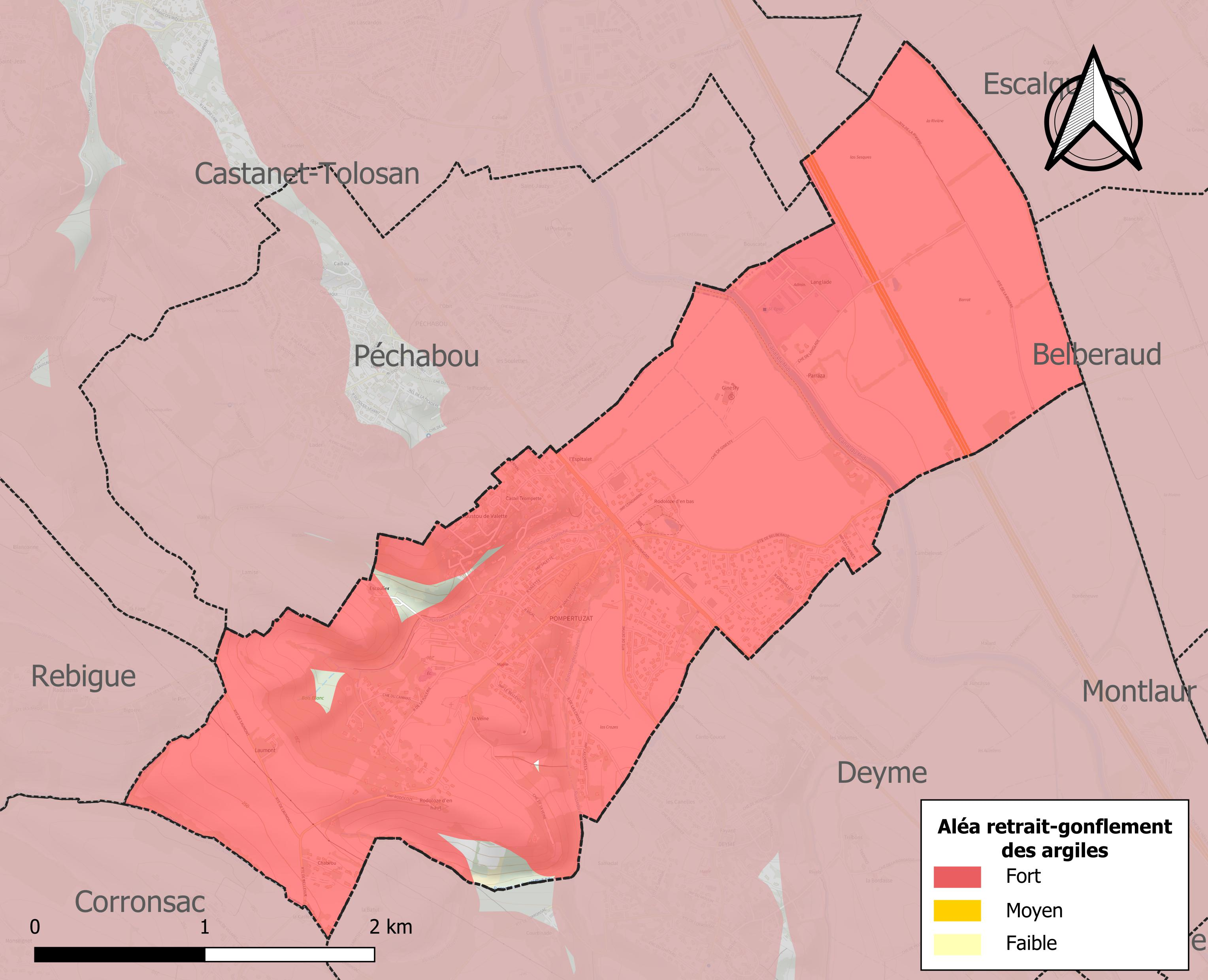
Carte des zones d'aléa retrait-gonflement des sols argileux de Pompertuzat.

Le retrait-gonflement des sols argileux est susceptible d'engendrer des dommages importants aux bâtiments en cas d’alternance de périodes de sécheresse et de pluie. 98,1 % de la superficie communale est en aléa moyen ou fort (88,8 % au niveau départemental et 48,5 % au niveau national). Sur les 701 bâtiments dénombrés sur la commune en 2019, 700 sont en aléa moyen ou fort, soit 100 %, à comparer aux 98 % au niveau départemental et 54 % au niveau national. Une cartographie de l'exposition du territoire national au retrait gonflement des sols argileux est disponible sur le site du BRGM,.
Par ailleurs, afin de mieux appréhender le risque d’affaissement de terrain, l'inventaire national des cavités souterraines permet de localiser celles situées sur la commune.
Concernant les mouvements de terrains, la commune a été reconnue en état de catastrophe naturelle au titre des dommages causés par la sécheresse en 1989, 1993, 1998, 2003, 2012 et 2016 et par des mouvements de terrain en 1983 et 1999.

#### Risques technologiques
La commune est en outre située en aval du barrage de l'Estrade sur la Ganguise (département de l'Aude). À ce titre elle est susceptible d’être touchée par l’onde de submersion consécutive à la rupture de cet ouvrage.

## Toponymie
Pont Pertusat en occitan : pont percé[réf. nécessaire]

## Histoire

### Héraldique
| Pompertuzat | Son blasonnement est : De sable à la billette d'or. |

## Politique et administration

### Administration municipale
Le nombre d'habitants au recensement de 2017 étant compris entre 1 500 habitants et 2 499 habitants, le nombre de membres du conseil municipal pour l'élection de 2020 est de dix-neuf,.

### Rattachements administratifs et électoraux
Commune faisant partie de la dixième circonscription de la Haute-Garonne, du Sicoval et du canton d'Escalquens (avant le redécoupage départemental de 2014, Pompertuzat faisait partie de l'ex-canton de Montgiscard).

## Population et société

### Démographie
L'évolution du nombre d'habitants est connue à travers les recensements de la population effectués dans la commune depuis 1793. Pour les communes de moins de 10 000 habitants, une enquête de recensement portant sur toute la population est réalisée tous les cinq ans, les populations de référence des années intermédiaires étant quant à elles estimées par interpolation ou extrapolation. Pour la commune, le premier recensement exhaustif entrant dans le cadre du nouveau dispositif a été réalisé en 2007.

En 2022, la commune comptait 2 203 habitants, en évolution de −2,35 % par rapport à 2016 (Haute-Garonne : +8,02 %, France hors Mayotte : +2,11 %).
| 1793 | 1800 | 1806 | 1821 | 1831 | 1836 | 1841 | 1846 | 1851 |
| ---- | ---- | ---- | ---- | ---- | ---- | ---- | ---- | ---- |
| 306  | 251  | 234  | 342  | 322  | 350  | 339  | 336  | 364  |

| 1856 | 1861 | 1866 | 1872 | 1876 | 1881 | 1886 | 1891 | 1896 |
| ---- | ---- | ---- | ---- | ---- | ---- | ---- | ---- | ---- |
| 372  | 302  | 332  | 350  | 342  | 294  | 249  | 228  | 230  |

| 1901 | 1906 | 1911 | 1921 | 1926 | 1931 | 1936 | 1946 | 1954 |
| ---- | ---- | ---- | ---- | ---- | ---- | ---- | ---- | ---- |
| 229  | 212  | 215  | 179  | 214  | 226  | 214  | 218  | 235  |

| 1962 | 1968 | 1975 | 1982 | 1990 | 1999  | 2006  | 2007  | 2012  |
| ---- | ---- | ---- | ---- | ---- | ----- | ----- | ----- | ----- |
| 275  | 342  | 587  | 699  | 821  | 1 208 | 1 815 | 1 902 | 2 064 |

| 2017  | 2022  | - | - | - | - | - | - | - |
| ----- | ----- | - | - | - | - | - | - | - |
| 2 312 | 2 203 | - | - | - | - | - | - | - |

| selon la population municipale des années : | 1968 | 1975 | 1982 | 1990 | 1999 | 2006 | 2009 | 2013 |
| Rang de la commune dans le département      | 239  | 134  | 133  | 142  | 122  | 103  | 99   | 98   |
| Nombre de communes du département           | 592  | 582  | 586  | 588  | 588  | 588  | 589  | 589  |

### Enseignement
Pompertuzat fait partie de l'académie de Toulouse.
L'éducation est assurée sur la commune par l'école maternelle et par le primaire au groupe scolaire intercommunal Fernand Pauly.
Institut national de la recherche agronomique INRA.

### Activités sportives
Un terrain de football, deux courts de tennis, un sautoir d'athlétisme et un skate park jouxtent le groupe scolaire.
En 2015, une aire de jeu pour enfants et un parc de loisirs multi-activités ont été aménagés à proximité du Canal du Midi.

### Écologie et recyclage
La collecte et le traitement des déchets des ménages et des déchets assimilés ainsi que la protection et la mise en valeur de l'environnement se font dans le cadre du Sicoval.

## Économie

### Revenus
En 2018 (données Insee publiées en septembre 2021), la commune compte 840 ménages fiscaux, regroupant 2 229 personnes. La médiane du revenu disponible par unité de consommation est de 27 770 € (23 140 € dans le département). 72 % des ménages fiscaux sont imposés (55,3 % dans le département).

### Emploi
|                | 2008  | 2013  | 2018  |
| -------------- | ----- | ----- | ----- |
| Commune        | 4,9 % | 5,4 % | 5,4 % |
| Département    | 7,7 % | 9,6 % | 9,3 % |
| France entière | 8,3 % | 10 %  | 10 %  |

En 2018, la population âgée de 15 à 64 ans s'élève à 1 551 personnes, parmi lesquelles on compte 78,2 % d'actifs (72,8 % ayant un emploi et 5,4 % de chômeurs) et 21,8 % d'inactifs,. Depuis 2008, le taux de chômage communal (au sens du recensement) des 15-64 ans est inférieur à celui de la France et du département.
La commune fait partie de la couronne de l'aire d'attraction de Toulouse, du fait qu'au moins 15 % des actifs travaillent dans le pôle,. Elle compte 313 emplois en 2018, contre 197 en 2013 et 204 en 2008. Le nombre d'actifs ayant un emploi résidant dans la commune est de 1 142, soit un indicateur de concentration d'emploi de 27,4 % et un taux d'activité parmi les 15 ans ou plus de 66,3 %.
Sur ces 1 142 actifs de 15 ans ou plus ayant un emploi, 173 travaillent dans la commune, soit 15 % des habitants. Pour se rendre au travail, 86,7 % des habitants utilisent un véhicule personnel ou de fonction à quatre roues, 5,2 % les transports en commun, 4,7 % s'y rendent en deux-roues, à vélo ou à pied et 3,4 % n'ont pas besoin de transport (travail au domicile).

### Activités hors agriculture

#### Secteurs d'activités
128 établissements sont implantés à Pompertuzat au 31 décembre 2019. Le tableau ci-dessous en détaille le nombre par secteur d'activité et compare les ratios avec ceux du département,.
| Secteur d'activité                                                                                        | Commune | Commune | Département |
| Secteur d'activité                                                                                        | Nombre  | %       | %           |
| --- | ------- | ------- | ----------- |
| Ensemble                                                                                                  | 128     | 100 %   | (100 %)     |
| Industrie manufacturière, industries extractives et autres                                                | 9       | 7 %     | (5,7 %)     |
| Construction                                                                                              | 12      | 9,4 %   | (12 %)      |
| Commerce de gros et de détail, transports, hébergement et restauration                                    | 27      | 21,1 %  | (25,9 %)    |
| Information et communication                                                                              | 2       | 1,6 %   | (4,1 %)     |
| Activités financières et d'assurance                                                                      | 8       | 6,3 %   | (3,8 %)     |
| Activités immobilières                                                                                    | 5       | 3,9 %   | (4,2 %)     |
| Activités spécialisées, scientifiques et techniques et activités de services administratifs et de soutien | 30      | 23,4 %  | (19,8 %)    |
| Administration publique, enseignement, santé humaine et action sociale                                    | 21      | 16,4 %  | (16,6 %)    |
| Autres activités de services                                                                              | 14      | 10,9 %  | (7,9 %)     |

Le secteur des activités spécialisées, scientifiques et techniques et des activités de services administratifs et de soutien est prépondérant sur la commune puisqu'il représente 23,4 % du nombre total d'établissements de la commune (30 sur les 128 entreprises implantées à Pompertuzat), contre 19,8 % au niveau départemental.

#### Entreprises et commerces
Les cinq entreprises ayant leur siège social sur le territoire communal qui génèrent le plus de chiffre d'affaires en 2020 sont :
- Matestro, supermarchés (10 265 k€)
- Fabrication Materiel Piscine - FMP, fabrication d'éléments en matières plastiques pour la construction (1 915 k€)
- Stal-Net France, travaux d'installation d'eau et de gaz en tous locaux (923 k€)
- Neobat Services, travaux d'installation d'eau et de gaz en tous locaux (218 k€)
- CR Taxi, transports de voyageurs par taxis (30 k€)

L'agriculture basée sur la culture de céréales (maïs, blé…) a encore une place mais tend à disparaître en faveur de zones résidentielles liées à la proximité de l'agglomération toulousaine, mais possède sur son territoire un Institut national de la recherche agronomique INRA.

### Agriculture
|               | 1988 | 2000 | 2010 | 2020 |
| ------------- | ---- | ---- | ---- | ---- |
| Exploitations | 14   | 8    | 3    | 6    |
| SAU (ha)      | 408  | 557  | 203  | 538  |

La commune est dans le Lauragais, une petite région agricole occupant le nord-est du département de la Haute-Garonne, dont les coteaux portent des grandes cultures en sec avec une dominante blé dur et tournesol. En 2020, l'orientation technico-économique de l'agriculture sur la commune est la culture de céréales et/ou d'oléoprotéagineuses. Six exploitations agricoles ayant leur siège dans la commune sont dénombrées lors du recensement agricole de 2020 (14 en 1988). La superficie agricole utilisée est de 538 ha,,.

## Culture locale et patrimoine

### Lieux et monuments

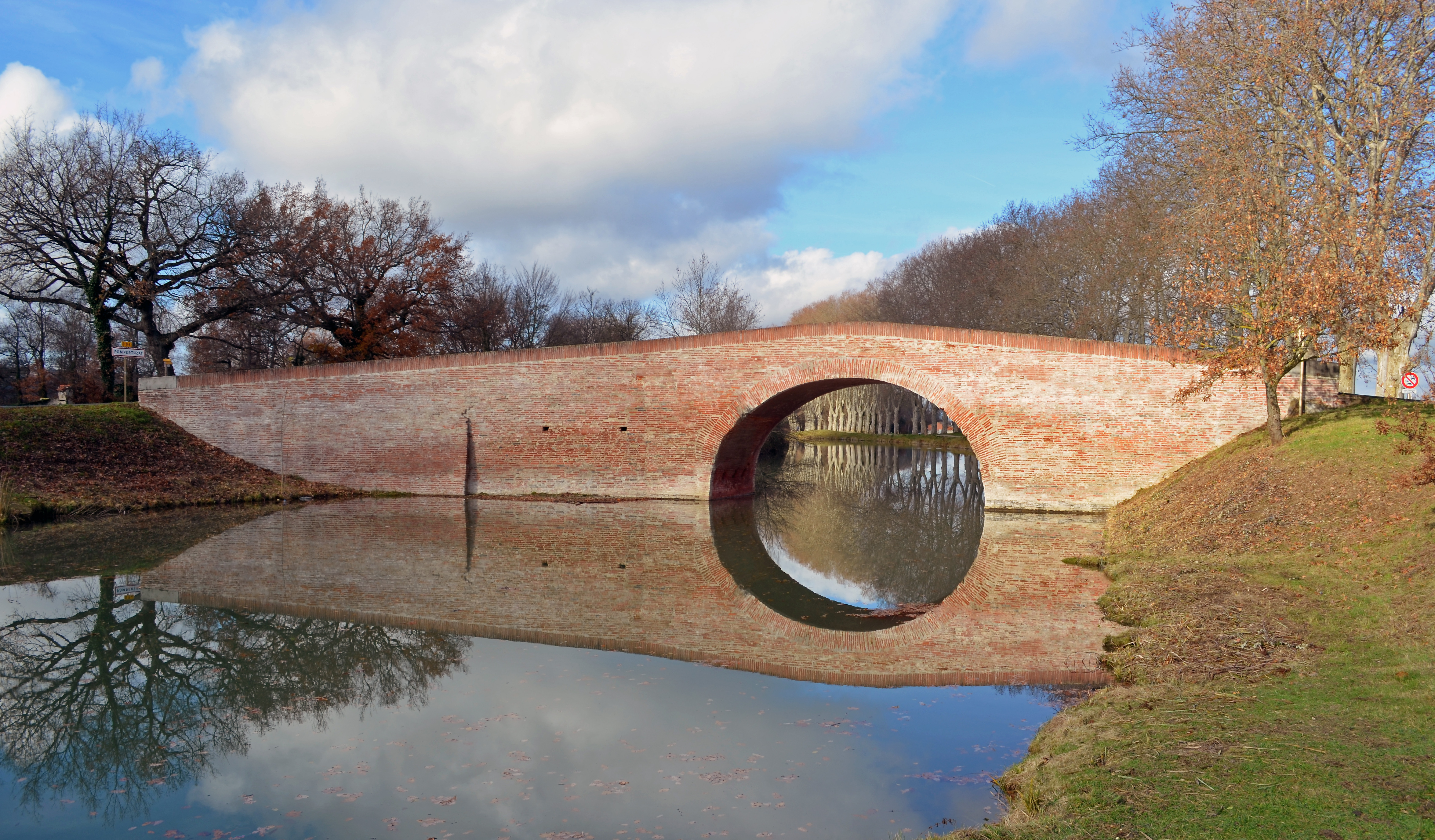
Pont de Deyme.

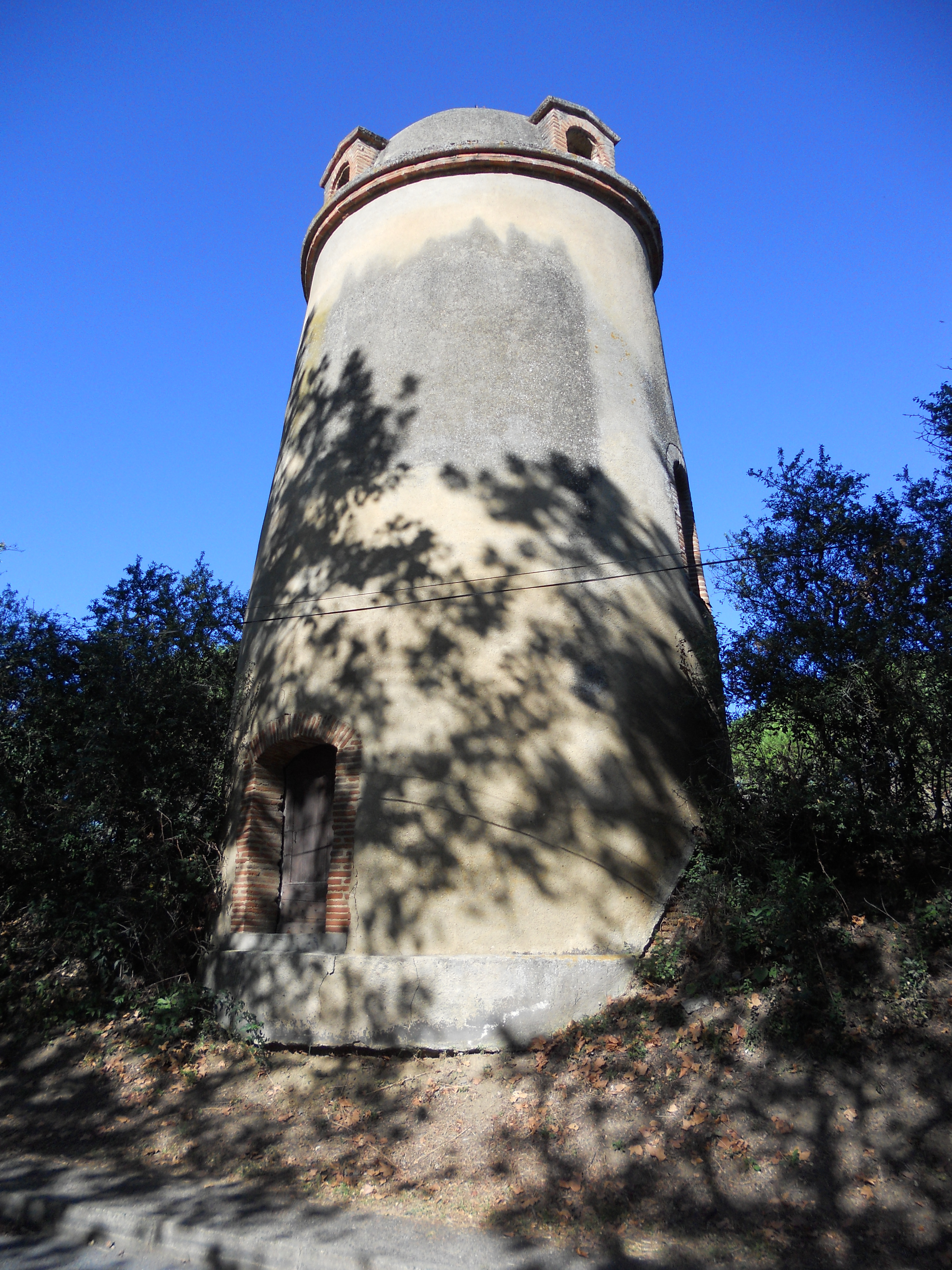
Pigeonnier.

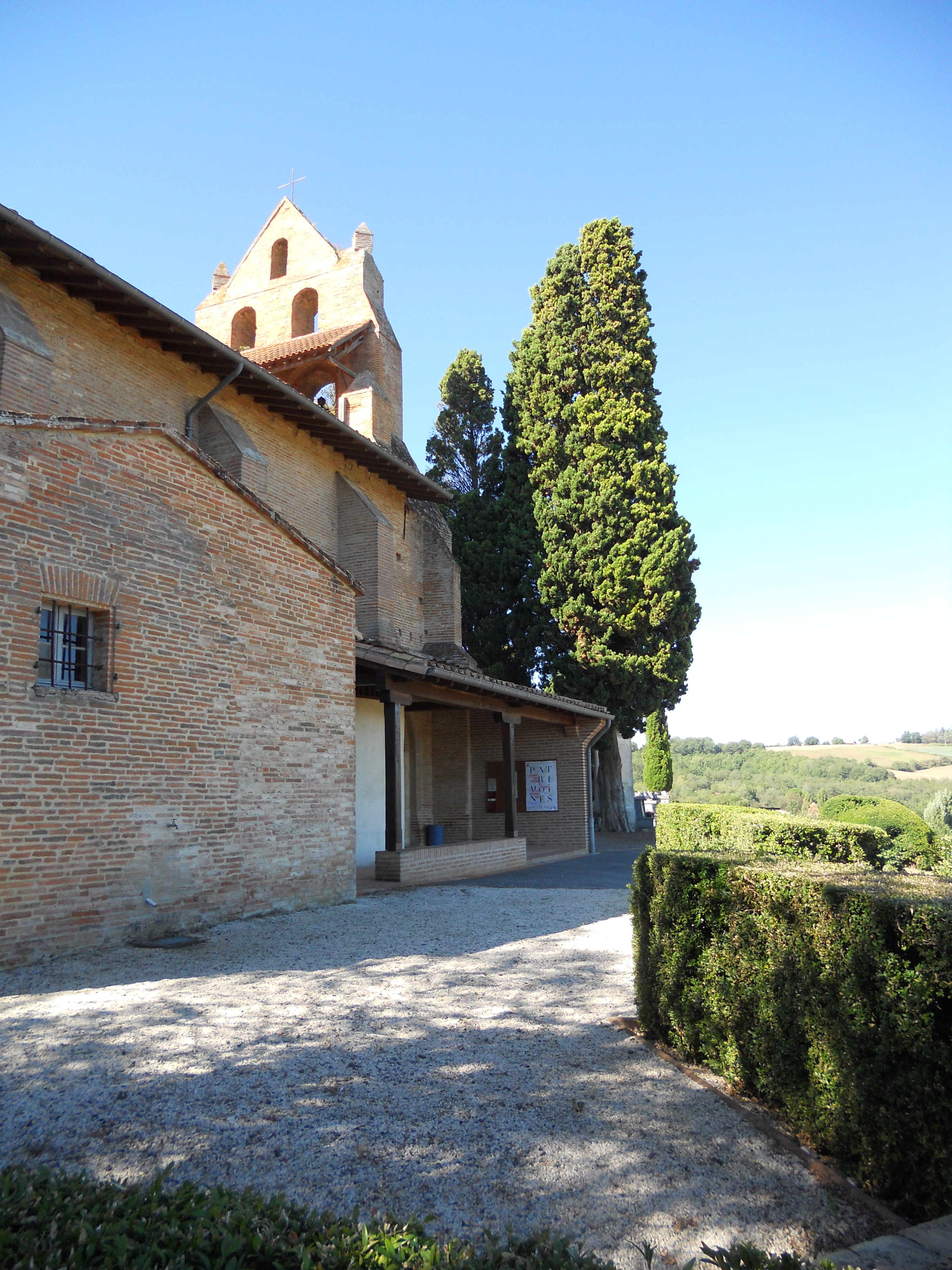
Église Saint-André et Saint-Cloud.

- Église Saint-André et Saint-Cloud, datant du XVIe siècle, inscrite à l'inventaire des monuments historiques depuis 1973[43].
- Chapelle Saint-Roch de Pompertuzat, devenu un lieu d'exposition d'art[44],[45].
- Pigeonnier du XVIIIe siècle.
- En limite communale, pont du XVIIe siècle sur le canal du Midi (appelé « pont de Deyme »). Ce pont, construit en briques rouges lors de l'élaboration du Canal du Midi, est détruit le 12 avril 1814 par les troupes du maréchal Soult lors de la retraite qu'elles effectuent devant les anglo-espagnols de Wellington, après la bataille indécise de Toulouse de la veille. Le pont est ensuite reconstruit en 1821. Ce pont à voûte en plein cintre typique de la fin du XVIIe siècle est inscrit à l'inventaire des Monuments historiques.

### Personnalités liées à la commune
- Jane Dieulafoy (née Magre), née le 29 juin 1851 et décédée le 25 mai 1916, a notamment rapporté avec son mari Marcel Dieulafoy plusieurs frises perses qui sont exposées au Louvre (frise des Lions et frise des Archers notamment), et produit une œuvre littéraire conséquente, inspirée par les nombreux voyages qu'elle fit en compagnie de son mari
- Marcel Dieulafoy lui-même, archéologue, mari de la précédente, qui fut aussi maire du village.
- André Jougla de Paraza

### Parmi les seigneurs successifs de Pompertuzat, citons entre autres
- Guilhem Maurand, coseigneur en 1442.
- Jean Nautayre puis Guillaume de Nautayre, au XVIe siècle (descendants probables de Bertrand Nautayre, capitoul de Toulouse en 1436).
- Pierre de Pelut, avocat au parlement et ancien capitoul, qui acheta au roi le domaine de Pompertuzat en 1695. Sa femme Catherine de Brassac est inhumée le 6 décembre 1720 aux Cordeliers de la Grande Observance, paroisse de Saint-Étienne à Toulouse.
- Jean Mieulet, seigneur de Larivière et de Pompertuzat, décédé en 1734, fils du capitoul François Mieulet.
- Jean-Gabriel de Guy Villeneuve, au XVIIIe siècle, fils de Jean de Guy Villeneuve, qui fut capitoul de Toulouse en 1717, et inhumé dans la nef de la cathédrale Saint-Étienne en 1729.
- André Jougla de Paraza (1702-1769), conseiller au parlement de Toulouse, mainteneur de l'Académie des jeux floraux.
- Henri-Elisabeth Jougla de Paraza (1744-1801), fils du précédent, aussi mainteneur de l'Académie des jeux floraux.